# Вулиця Миколи Лаврухіна
Ву́лиця Мико́ли Лавру́хіна — вулиця в Деснянському районі міста Києва, житловий масив Вигурівщина-Троєщина. Пролягає від вулиці Оноре де Бальзака до вулиць Рональда Рейгана і Радунської.

## Історія
Виникла в середині 1990-х років, сучасна назва з 1995 року, на честь Миколи Лаврухіна, голови Київської міськради в 1990 році.
У 1996 році на будинку № 7 по вулиці встановлено анотаційну дошку на честь Миколи Лаврухіна.

## Галерея

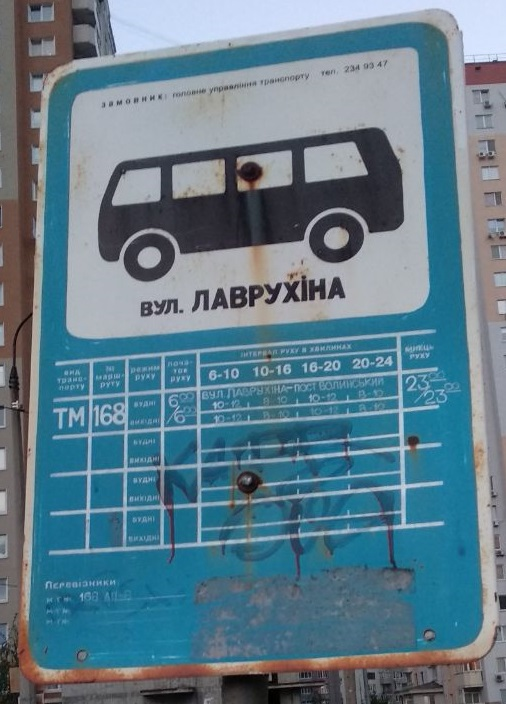
Стара табличка недіючого маршрутного таксі № 168